# Bembidion californicum
Bembidion californicum är en skalbaggsart som beskrevs av Hayward. Bembidion californicum ingår i släktet Bembidion och familjen jordlöpare. Inga underarter finns listade i Catalogue of Life.